# Gildford (Montana)
Gildford es un lugar designado por el censo ubicado en el condado de Hill en el estado estadounidense de Montana. En el Censo de 2010 tenía una población de 179 habitantes y una densidad poblacional de 13,87 personas por km².

## Geografía
Gildford se encuentra ubicado en las coordenadas 48°34′30″N 110°16′9″O / 48.57500, -110.26917. Según la Oficina del Censo de los Estados Unidos, Gildford tiene una superficie total de 12.9 km², de la cual 12.9 km² corresponden a tierra firme y (0%) 0 km² es agua.

## Demografía
Según el censo de 2010, había 179 personas residiendo en Gildford. La densidad de población era de 13,87 hab./km². De los 179 habitantes, Gildford estaba compuesto por el 96.65% blancos, el 0% eran afroamericanos, el 1.68% eran amerindios, el 1.12% eran asiáticos, el 0% eran isleños del Pacífico, el 0% eran de otras razas y el 0.56% pertenecían a dos o más razas. Del total de la población el 3.35% eran hispanos o latinos de cualquier raza.